# سی‌اس‌اس آرچر
سی‌اس‌اس آرچر (به انگلیسی: CSS Archer) یک کشتی بود.